# Bulle (Friburgo)
Bulle é uma comuna da Suíça, no Cantão Friburgo, com 18.947 habitantes. Estende-se por uma área de 23,87 km², de densidade populacional de 793,8 hab/km². Confina com as seguintes comunas: Echarlens, Gruyères, Morlon, Riaz, Vuadens.
A língua oficial nesta comuna é o Francês.